# Neohelota jocelynae
Neohelota jocelynae is een keversoort uit de familie Helotidae. De wetenschappelijke naam van de soort is voor het eerst geldig gepubliceerd in 1985 door Nguyen-Phung.